# Google Stadia
Google Stadia（グーグル ステイディア/スタディア）とは、かつて存在していたクラウドゲームサービス。
Googleが運営していた登録制クラウドゲームサービス。2019年11月19日から2023年1月18日までに月額課金制でサービスしていた（日本を含まない世界14か国）。2020年以降には月額課金のないプランを予定していたが自然消滅した。
HDRビデオに対応し、60fpsの4K解像度でコンピュータゲームを全世界の自社データセンターを介してプレイヤーに配信する。同社のウェブブラウザであるGoogle Chromeを使ってアクセスできる。YouTubeの活用や、「state share」（ステート共有）機能でStadiaの閲覧者がストリーミング配信者と同じセーブステートでゲームを立ち上げることが可能で、このサービスのUSPとされている。HIDクラスUSBコントローラーを使用することができるが、Googleはデータセンターに直接リンクするためのWi-Fiを搭載した独自のサービス対応コントローラーを開発している。このサービスは「Project Stream」として開発が進められ、2018年10月にアサシン クリード オデッセイをプレイできるクローズドベータ版が登場。直接競合するサービスにソニー・インタラクティブエンタテインメントのPlayStation Now、マイクロソフトのXbox Cloud Gamingがある。
2023年1月18日にサービスを終了した。

## 機能
登録が必要なクラウドゲームサービスだが、動作のためにコンピューターハードウェアを追加する必要はなく、インターネット接続とGoogle Chromeのみで使用できる。StadiaはユーザーへのメディアのストリーミングにおいてYouTubeの機能上で動作しており、ゲームのストリーミングはコンピューターゲームライブストリーミング閲覧の延長と見なされている。Googleのフィル・ハリソンによれば「Stadia」は「stadium」の複数形で、エンターテインメントが集まる場所にする決意を込めていてユーザーは座って観戦するか、自ら進んで参加するかを選択できるようになるとしている。
Googleは世界中に数多くのデータセンターを設置していて、大多数のプレイヤーは地理的にどこかのデータセンターの近くにいると考えておりStadiaはOnLive、PlayStation Now、Gaikaiといった先行するクラウドゲームサービスよりは格上になると自信を示している。Stadiaは4K解像度において60fpsのHDRのゲーム配信に対応していて、いずれ8K解像度において120fpsに達すると予測している。一度サービスに登録したプレイヤーは自身の端末にゲームをダウンロードすることなくプレイすることができる。プレイヤーはStadiaを通してYouTubeでゲームの録画や配信ができる。サービスに登録したストリームの閲覧者はちょうど見ていたセーブ地点でストリームから直接ゲームを立ち上げることができる。StadiaはHIDクラスUSBコントローラーに対応しているが、Googleは入力の待ち時間を短縮するためにWi-Fiを介して自社のデータセンターに接続するコントローラーを独自開発している。GDC 2019での基調講演によれば、GoogleはコントローラーのGoogle アシスタントを使用することで現在プレイしているゲームに関する適切かつ助けになる動画を自動的にYouTubeで検索できるようにするという。
Stadiaのサービスの画質タイプごとに、以下のように異なるインターネット速度が必要とされる。
| 必要なバンド幅 | ビデオ品質              | 音声品質       |
| -------------- | ----------------------- | -------------- |
| 10 Mbit/s      | 720p、60 FPS            | ステレオ       |
| 20 Mbit/s      | 1080p HDRビデオ、60 FPS | 5.1 サラウンド |
| 35 Mbit/s      | 4K HDR Video、60 FPS    | 5.1 サラウンド |

## 開発

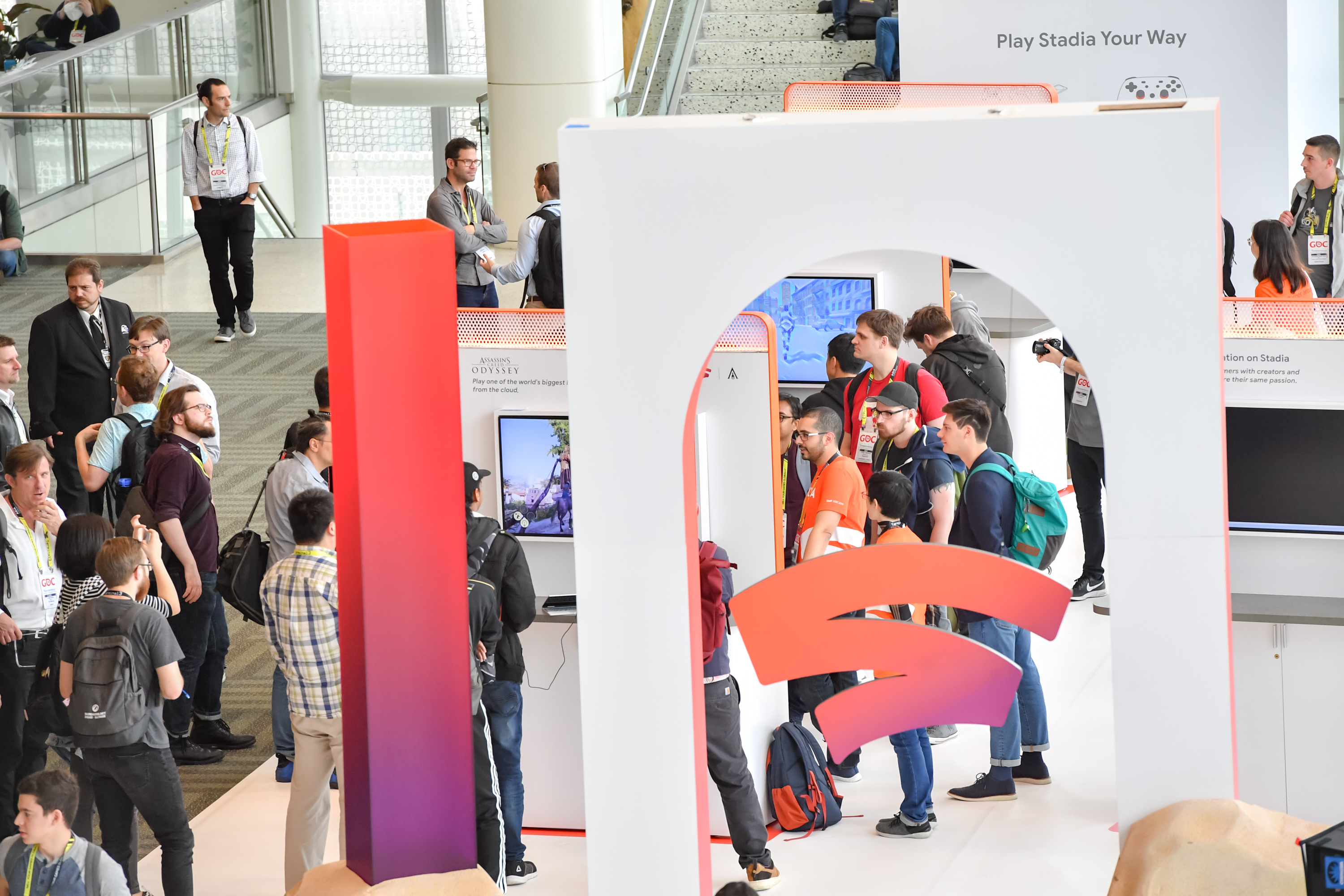
Google Stadiaは2019年のGame Developers Conference(GDC)でお披露目された。

Googleは最初のコンピューターゲーム関連製品としてProject Streamを発表。同社は過去に2016年後半以降Project Yetiという名でサービスの開発に取り掛かっていると推測されていて、さらにゲーム会社の幹部だったフィル・ハリソンを招聘していて、2018年のゲーム業界イベントで開発者を募集していた。Project StreamとOnLive、GeForce Now、PlayStation Nowといった既にあるサービスとの主な違いは特定のゲームプラットフォームではなくデスクトップ版Chromeブラウザで動作する点であった。また、AMDのRadeonグラフィックハードウェアを使用している。後にXbox Cloud GamingがiOSの規約対策としてブラウザで動作するようにしたため独自性は失われている。
2018年10月にGoogleがサービスを発表し、まもなく招待されたベータテスターがアサシン クリード オデッセイをプレイできるベータ版が開始された。プレイヤーはChromeブラウザにて最低限のインターネット速度を満たしていればゲームをプレイすることができた。参加者はベータ版が終了した時にゲームのフリーコピーを受け取ることができた。
2019年3月に開催されたGame Developers Conference(GDC)でのGoogleによる基調講演でStadiaは正式発表された。Stadiaをサポートするためにジェイド・レイモンドが率いるStadia Games and Entertainmentの設立も発表された。自社ゲームを開発するだけでなく、サードパーティ作品をStadiaに移植するための支援を行うとしている。
2019年6月、正式サービス開始予定を同年11月と発表しサービスを提供する地域についても14か国、初期タイトルも30ほど、専用コントローラーやサービスプランについても発表した。

## サービスプラン
2019年11月19日に世界14か国でサービス開始を予定している。
月額課金制（サブスクリプション）である「Stadia Pro」プランは月9.99ドルで一部商品の割引や遊び放題となり、画質は4K HDR 60fps 5.1ch音声対応。
2020年以降導入予定の無料プランは購入済みゲームのみプレイ可能で1080p 60fps ステレオである。
2019年6月発表時のサービス開始予定国は北米と欧州のみでアメリカ、カナダ、イングランド、アイルランド、フランス、ドイツ、イタリア、スペイン、オランダ、ベルギー、デンマーク、スウェーデン、ノルウェー、フィンランドとなっている。
2020年以降はStadiaでの新作ゲームの発表や配信、機能アップデート、コミュニティアップデートが停止、2021年にGoogleは内製スタジオであるStadia Games and Entertainmentを閉鎖した。マイクロソフトによるベセスダ買収が独自スタジオの継続を断念するきっかけとなったとされている。

2022年現在リニューアルが検討されていると報じられたが、Googleは2023年1月18日にサービス終了することを2022年9月29日に発表した。

## 配信ゲーム
Stadiaでの配信が計画されているゲームは以下の通り。
2018年10月にProject Streamの1080p解像度でのテストに使用されたアサシン クリード オデッセイとid SoftwareのDoom Eternalが4K解像度、60FPSでのゲームプレイ、HDR対応で配信されることが計画されている。またキュー・ゲームスが開発しているゲームが3番目のタイトルとして発表されており、プラットフォームのステート共有(state share)機能を活用したゲームの予定となっている。
加えて、ファーストパーティメーカーとしてジェイド・レイモンドが率いるStadia Games and Entertainmentが対応ゲームを開発するとしていたが、2021年2月3日にスタジオは閉鎖した。
| タイトル                     | ジャンル   | 開発元                       | 発売元                   | 配信日 |
| ---------------------------- | ---------- | ---------------------------- | ------------------------ | ------ |
| アサシン クリード オデッセイ | アクション | ユービーアイソフト・ケベック | ユービーアイソフト       | 未公表 |
| Doom Eternal                 | FPS        | id Software                  | ベセスダ・ソフトワークス | 未公表 |

2019年6月には初期タイトル予定作品を合計30ほど発表している。

## 評価

### 事前公開
ベータ版において、Stadiaへの最初のレビュアーからの評価はPCゲームの実行できる代替手段になりえるクラウドゲームサービスになると期待を上回る高評価だった。ゲームプレイにおいてラグが少なく、インストールしたゲームのプレイと比べて遜色ないと評価された。ただ、Wi-Fiの速度によっては画面解像度が圧縮されたり、遅れが出ると評された。The Vergeによるテストでは有線イーサネット接続ではラグは発生しないものの、共有Wi-Fi接続では時々止まることがあるとしている。また、有線接続でも4Kで表示されず、圧縮アーティファクトが出ることもあったとしている。
同じGoogleのChromebook Pixelとの相性の良さを評するレビューもあれば、Polygonが顕著な音声圧縮を見つけたとしている。
Ars TechnicaはProject Streamのログインシーケンスは他のサービスより遥かに簡単だったとしている。